# Dušan Plut
Dušan Plut, slovenski geograf in pedagog, * 17. avgust 1950, Novo mesto.

## Življenjska pot
Otroštvo je preživel v Beli Krajini. Po končani gimnaziji v Črnomlju se je vpisal na študij geografije in zgodovine na FF v Ljubljani. Leta 1974 je diplomiral, 1985 pa še doktoriral iz geografije na FF Univerze v Ljubljani, kjer je nato predaval, od 2002 kot redni profesor za fizično in regionalno geografijo. Ukvarjal se je z varstvom geografskega okolja, trajnostnim (sonaravniom) razvojem in geografijo Slovenije. 
Leta 1989 je postal ustanovni predsednik Zelenih Slovenije (do 1993), ki so se z osmimi delegati uvrstili v takratni družbenopolitični zbor in od 1989 povezani v predvolilno koalicijo DEMOS tudi vstopili v Demosovo vlado.
Leta 1990 bil izvoljen v petčlansko, prvič demokratično (neposredno) voljeno republiško predsedstvo (delovalo do leta 1992).
Leta 2014 je Plut kandidiral na listi Združene levice v evropski parlament, ampak ni bil izvoljen.

## Monografije
- Slovenija: zelena dežela ali pustinja? (1987)
- Entropijska zanka (1991)
- Zeleni planet? Prebivalstvo, energija in okolje v 21. stoletju (2004)
- Mesta in sonaravni razvoj (2006)
- Geografija sonaravnega razvoja (učbenik, 2007)
- Ljubljana in izzivi sonaravnega razvoja (2007)
- Globalno razmišljanje - lokalno delovanje: okoljska globalizacioja, svetovno gospodarstvo in Slovenija (2008)
- Aplikativna fizična geografija Slovenije (učbenik, soavtor Darko Ogrin, 2009)
- Geografija okoljskih virov (učbenik, 2012)
- Ekosistemska družbena ureditev (2 dela, 1800 strani, 2023)
- Jedrska energija – ne, hvala! (2024)

## Priznanja
Dušan Plut je od 2015 zaslužni profesor Univerze v Ljubljani na Oddelku za geografijo Filozofske fakultete.
Leta 1996 je prejel državno odlikovanje Zlati častni znak svobode Republike Slovenije.
Občini Metlika in Semič sta ga proglasili za častnega občana.